# Leptothorax taivanensis
Leptothorax taivanensis är en myrart som beskrevs av Wheeler 1929. Leptothorax taivanensis ingår i släktet smalmyror, och familjen myror. Inga underarter finns listade i Catalogue of Life.